# Wouter Brouwer
Wouter Brouwer (10 de agosto de 1882 – 4 de maio de 1961) foi um esgrimista holandês que participou dos Jogos Olímpicos de Verão de 1920, de 1924 e de 1928, sob a bandeira dos Países Baixos.